# Verstehen
Verstehen ([fɛɐˈʃteːən]; en alemán "comprensión")  en el contexto de la filosofía alemana y las ciencias sociales en general, se ha utilizado desde finales del siglo XIX - tanto en inglés como en alemán - con el sentido particular del examen "interpretativo o participativo" de los fenómenos sociales. El término está estrechamente asociado con el trabajo del sociólogo alemán, Max Weber, cuyo antipositivismo estableció una alternativa al positivismo sociológico y determinismo económico anteriores, arraigado en el análisis de acción social. En antropología, "verstehen" ha llegado a significar un proceso interpretativo sistemático en el que un observador externo de una cultura intenta relacionarse con ella y comprender a los demás.
 Verstehen  se ve ahora como un concepto y un método centrales para el rechazo de la ciencia social positivista (aunque Weber parecía pensar que los dos podrían estar unidos).  Verstehen  se refiere a comprender el significado de la acción desde el punto de vista del actor. Es entrar en la piel del otro, y adoptar esta postura de investigación requiere tratar al actor como un sujeto, más que como un objeto de sus observaciones. También implica que, a diferencia de los objetos del mundo natural, los actores humanos no son simplemente el producto de los tirones y empujones de fuerzas externas. Se considera que los individuos crean el mundo organizando su propia comprensión del mismo y dándole significado. Investigar sobre los actores sin tener en cuenta los significados que atribuyen a sus acciones o al entorno es tratarlos como objetos.

## Significado
'La sociología interpretativa'  es el estudio de la sociedad que se concentra en los significados que las personas asocian a su mundo social. La sociología interpretativa se esfuerza por mostrar que la realidad la construyen las personas mismas en su vida diaria.
Verstehen "se traduce aproximadamente como" comprensión significativa "o" ponerse en el lugar de los demás para ver las cosas desde su perspectiva ". La sociología interpretativa se diferencia de la sociología positivista en tres formas:
1. Se ocupa del significado asociado a la conducta, a diferencia de la sociología positivista que se centra en la acción;
2. Ve la realidad como construida por personas, a diferencia de la sociología positivista que ve una realidad objetiva "ahí fuera"; y
3. Se basa en datos cualitativos, a diferencia de la sociología positivista que tiende a hacer uso de datos cuantitativos.

## Dilthey y hermenéutica
Verstehen  fue introducido en la filosofía y las ciencias humanas por el filósofo alemán Johann Gustav Droysen. Droysen primero hizo una distinción entre naturaleza e historia en términos de las categorías de espacio y tiempo. El método de las ciencias naturales es explicación, mientras que el de la historia es comprensión.
El concepto de "verstehen" fue posteriormente utilizado por el filósofo alemán Wilhelm Dilthey describir la perspectiva participativa en primera persona que los agentes tienen sobre su experiencia individual, así como sobre su cultura, historia y sociedad. En este sentido, se desarrolla en el contexto de la teoría y la práctica de la  interpretación  (entendida en el contexto de la hermenéutica) y se contrasta con la perspectiva objetivante externa en tercera persona de la  explicación  en el que la agencia humana, la subjetividad y sus productos se analizan como efectos de fuerzas naturales impersonales en las ciencias naturales y las estructuras sociales en sociología.
Filósofos del siglo XX como Martin Heidegger y Hans-Georg Gadamer han criticado lo que consideraban el carácter romántico y subjetivo de  Verstehen  en Dilthey, aunque tanto Dilthey como el primer Heidegger estaban interesados en la "facticidad" y el "contexto de vida" de la comprensión, y buscó universalizarlo como la forma en que los humanos existen a través del lenguaje sobre la base de ontología.  Verstehen  también jugó un papel en el análisis de Edmund Husserl y Alfred Schutz del "mundo de la vida". Jürgen Habermas y Karl-Otto Apel transformaron aún más el concepto de "verstehen", reformulándolo sobre la base de una filosofía trascendental-pragmática del lenguaje y la teoría de la acción comunicativa.

## Weber y las ciencias sociales
Max Weber y Georg Simmel introdujo el entendimiento interpretativo en sociología, donde ha llegado a significar un proceso interpretativo sistemático en el que un observador externo de una cultura (como un antropólogo o sociólogo) se relaciona con un pueblo indígena o grupo subcultural en sus propios términos y desde su propio punto de vista, en lugar de interpretarlos en términos de la propia cultura del observador."Verstehen" puede significar una especie de Empatía o comprensión participativa de los fenómenos sociales. En términos antropológicos, esto a veces se describe como relativismo cultural, especialmente por aquellos que tienen una tendencia a argumentar hacia ideales universales. En sociología es un aspecto del enfoque histórico comparativo, donde el contexto de una sociedad como la "Francia" del siglo XII puede ser potencialmente mejor entendido por el sociólogo de lo que podría haberlo sido por la gente que vive en un pueblo de Borgoña. Se relaciona con cómo las personas en la vida dan sentido al mundo social que las rodea y cómo el científico social accede y evalúa esta "perspectiva en primera persona". Este concepto ha sido ampliado y criticado por científicos sociales posteriores. Los defensores elogian este concepto como el único medio por el cual los investigadores de una cultura pueden examinar y explicar los comportamientos en otra. Si bien el ejercicio de "verstehen" ha sido más popular entre los científicos sociales en Europa, como Habermas, "verstehen" se introdujo en la práctica de sociología en los Estados Unidos por Talcott Parsons, un seguidor estadounidense de Max Weber. Parsons utilizó su Funcionalismo estructuralista para incorporar este concepto en su obra de 1937, "La estructura de la acción social".
Weber tenía creencias más específicas que Marx en las que valoraba la comprensión y el significado de los elementos clave, no solo con intuición o simpatía por el individuo, sino también como producto de una "investigación sistemática y rigurosa". El objetivo es identificar las acciones humanas e interpretarlas como eventos observables que nos llevan a creer que no solo proporcionan una buena explicación para las acciones individuales sino también para las interacciones grupales. El significado adjunto debe incluir restricciones y limitaciones y analizar la motivación para la acción. Weber creía que esto le da al sociólogo una ventaja sobre un científico natural porque "podemos lograr algo que nunca es alcanzable en las ciencias naturales, a saber, la comprensión subjetiva de la acción de los individuos componentes".

## Crítica
Los críticos del concepto científico social de  Verstehen  como Mikhail Bakhtin y Dean MacCannell replican que es simplemente imposible que una persona nacida de una cultura alguna vez comprenda completamente otra cultura, y que es arrogante y presumido intentar interpretar el significado de los símbolos de una cultura a través de los términos de otra cultura (supuestamente superior). Tales críticas no necesariamente permiten la posibilidad de que "verstehen" no implique una comprensión "completa". Así como en la ciencia física todo conocimiento es asintótico a la explicación completa, un alto grado de comprensión intercultural es muy valioso. Lo opuesto a  verstehen  parecería ser ignorancia de todo menos de lo que es inmediatamente observable, lo que significa que no podríamos entender ningún momento y lugar que no sea el nuestro. Sin embargo, es necesario un cierto nivel de comprensión interpretativa para nuestro propio entorno cultural, y se puede argumentar fácilmente que incluso el participante pleno de una cultura no la comprende completamente en todos los aspectos.
Los críticos también creen que el trabajo del sociólogo no solo es observar a las personas y lo que hacen, sino también compartir su mundo de significado y llegar a apreciar por qué actúan como lo hacen. Los pensamientos y sentimientos subjetivos considerados como prejuicios en las ciencias son un aspecto importante que debe controlarse al realizar una investigación sociológica.